# Killer 7

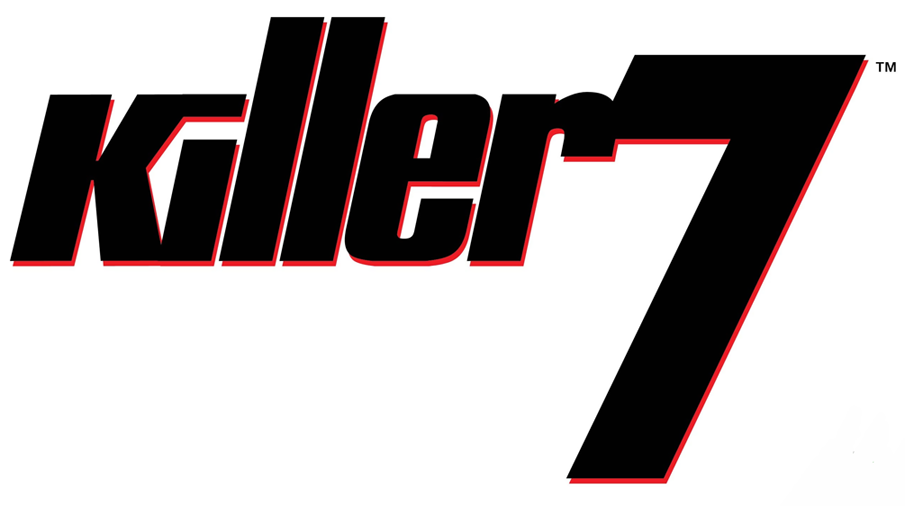
Logotipo

Killer7 é um jogo conjuntamente desenvolvido e publicado pela Grasshopper Manufacture e pela Capcom para GameCube e PlayStation 2. Foi lançado em 9 de Junho de 2005 no Japão, 7 de Julho de 2005 nos Estados Unidos e 15 de Julho de 2005, na Europa. Era um título altamente antecipado pelo seu enredo misterioso, gráficos cel-shaded e jogabilidade não-convencional. O jogo era um dos jogos da série Capcom Five.
Uma série de histórias em banda desenhada de 12 partes, baseadas em Killer7, foram publicadas recentemente. Até 2 de Março de 2007, as edições de 1 a 4 foram lançadas, publicadas pela Devil's Due Publishing, recontando os eventos do jogo com diálogos e cenas adicionais para explicar melhor os conceitos originais de Suda 51 e torná-los mais fáceis de compreender. Acredita-se que as histórias em BD foram canceladas e que não serão mais publicadas, após esta última quarta edição.
O jogo foi escrito e dirigido por Goichi Suda, conhecido como Suda 51, e produzido por Shinji Mikami. Mikami é bem conhecido pela sua criatividade e pelo seu estilo, tendo realizado ou influenciado títulos originais como Resident Evil, Viewtiful Joe e Devil May Cry.

## Sobre o jogo
O jogador vive o papel de Harman Smith, um assassino de 60 anos numa cadeira de rodas. Ele é capaz de manifestar sete personalidades, cada uma com as suas habilidades e especificidades próprias. Faz parte do grupo conhecido como Killer7, controlando cada elemento deste "sindicato". Harman Smith pode manifestar sete personalidades, que compõem o grupo de assassinos conhecido por Killer7, The Smith Syndicate, The 7, The Union 7, entre outros. As psiques que Harman pode incorporar/materializar são estas:
- Garcian Smith, um afro-americano que usa uma pistola com silenciador, tem os poderes de ressuscitar uma personalidade ou "psique" que tenha morrido em combate e de conseguir ver, através daquilo que no manual é descrito como "psignose", os Heaven Smiles invisíveis;
- Dan Smith, um indivíduo que parece saído de um manga ou anime ("parece saído de um japanimotion", como referido no jogo), que veste fato/terno e empunha um revólver de tambor de seis tiros, ou um revólver chamado "Demon Gun", cujo tambor leva doze tiros, ambas as armas podendo disparar aquele que é o ataque de marca de Dan, o Collateral Shot, que consiste numa bala com três tanques de sangue;
- KAEDE Smith, uma japonesa que veste um vestido curto, sujo de sangue na parte da frente, caminha descalça, tem o poder de eliminar barreiras de sangue e de absorver sangue, e usa uma arma com mira telescópica, que permite atacar inimigos distantes;
- Kevin Smith, um albino atlético, que usa óculos escuros e anda sempre de tronco nu, gosta da escuridão e da tranquilidade, nunca fala, tem o poder de se tornar invisível por um período de tempo e a sua arma de eleição são lâminas afiadas, que simplesmente atira aos inimigos, podendo carregá-las com tanques de sangue, para dano adicional;
- Coyote Smith, um sul-americano que foi criado nas favelas e tem um pendor incontrolável para o crime, sendo exímio a saltar grandes distâncias e a abrir cadeados e fechaduras, usa quase sempre camisas de estilo havaiano com padrões e cores extravagantes e berrantes, e a sua arma é um revólver modificado, que enverga com um estilo tipicamente gangsta, e que também pode carregar com tanques de sangue, para disparar uma "bala magnum interdita por tratados internacionais" (cf. Iwazaru);
- Con Smith, um punk de quatorze anos, cego, que compensa a falta de visão com uma audição sobrenatural, podendo "ver" os sons e fazer uma imagem do mundo dessa forma, também é o elemento mais rápido do grupo, atingindo velocidades que o tornam quase invisível. Sendo também o mais ágil e pequeno, é, pois, o único que cabe em certo tipo de portas e buracos, usa geralmente um lenço a cobrir os olhos e toda a cabeça, com uns auscultadores por cima, uma camisola de alças, calças de fato-de-treino e ténis, a sua arma são duas pistolas automáticas;
- MASK de Smith, um lutador semi-profissional de Luta Livre, sem dúvida o mais forte e também o mais gentil e calmo dos Killer7, MASK usa sempre uma máscara, reminiscência dos seus tempos de lutador de Luta Livre Mexicana, é o único Killer7 capaz de partir barreiras físicas e rochas, com movimentos de Luta Livre, é o que aguenta mais dano, e, através dos seus duplos mini-lança-granadas, que usa como se fossem pistolas, é também o Killer7 que mais estragos causa, seja no cenário, seja nos inimigos.

A personalidade "líder" é Garcian Smith, que tem a habilidade de invocar e incorporar qualquer um dos outros seis membros do Killer7 num sítio onde exista uma camera de segurança e/ou um televisor. Garcian Smith possui ainda a capacidade de recuperar as cabeças de qualquer membro do "Smith Syndicate"/Killer7 e ressuscitá-lo através de televisões existentes nas "Harman's Rooms" - salas seguras em cada nível, onde se pode evoluir as personagens através de sangue, consultar o guia Iwazaru e, em certas ocasiões, gravar o jogo (com a ajuda da pervertida, louca, psicótica e atrevida mas dedicada estudante/empregada/governanta Samantha Sitbon). Através de Garcian Smith, todos os membros dos Killer7 podem fazer um scan ao ambiente circundante e tornar visíveis os "Heaven Smiles" (inimigos comuns ao longo do jogo, invisíveis a menos que se faça o tal scan, quando se ouve uma gargalhada/risada), partilhando um item chamado "Vision Ring" ("Anel da Visão", em Português). Também é Garcian o único que contacta com Harman directamente, e é ele o contacto dos Killer7 com o mundo exterior, arranjando contratos e pequenos trabalhos com Christopher Mills, uma espécie de informador. Nenhum Killer7 existe em simultâneo (embora pareça que de facto possam co-existir, como prova o cinematic no capítulo "Alter Ego", quando os sete membros do Smith Syndicate estão frente a frente com os sete "Sentai" Handsome Men), podem apenas ocupar o corpo e a mente de Harman/Garcian à vez, sendo que apenas um membro dos Killer7 é controlável de cada vez, e nunca se vêem nem entram em contacto uns com os outros, embora tenham a consciência da existência uns dos outros.
O jogo gira em torno de vários temas e temáticas diversas: política, mente humana, humor negro, conspirações, sociedade ocidental vs. sociedade oriental, realidades paralelas, e consegue ser excepcional em cada tema abordado. Veja-se por que aspecto se vir, Killer7 é um jogo que provoca, que faz pensar, reflectir, e que deixa o jogador, no fim do jogo (no ÚLTIMO fim do jogo), a querer jogar de início, para clarificar muitos pontos que ficaram por esclarecer. Não garantimos que de facto esses pontos acabem por ser entendidos.
O jogo tem lugar numa realidade paralela alternativa, na qual, em 1998, o mundo atingiu paz e prosperidade a nível global, e todas as telecomunicações, armas de destruição maciça e tecnologias nocivas foram banidas, ora destruídas no espaço, ora deitadas fora, numa ilha, no Oceano Pacífico. Mas uma nova ameaça terrorista surgiu, na pele de terroristas que se auto-intitulavam "Smiling Faces" (Rostos Sorridentes), no ano de 2002, e que promovia o terror pelo terror, o pânico pelo pânico. Estes são os objectivos de Kun Lan, líder dos Heaven Smiles/Smiling Faces, e eterno nemesis de Harman Smith, já tendo sido morto por este, no passado (o jogo joga muito com a temática da reencarnação, também). Sem armas nem meios de defesa, os dirigentes mundiais só podiam confiar num tipo de homens: os assassinos a soldo, profissionais, quase divindades. E os melhores eram o Sindicato dos Smiths, controlado por um assassino de 60 anos, Harman Smith, que se diz ter poderes de matar deuses. Assim começa a aventura em que Garcian Smith descobrirá as verdades escondidas sobre si próprio, sobre os Estados Unidos da América, sobre o Japão, sobre o Partido das Nações Unidas, para, no fim, concluir que provavelmente não sabe nada.
Killer7 é um jogo psicadélico, neurótico e psicótico que foi classificado M, pela ESRB, e 18+, pela PEGI e pela BBFC por motivos evidentes: o jogo tem violência física, psicológica e verbal que são puramente pensadas para adultos, e é o único jogo dentro do seu género a fazer lembrar filmes como Fight Club ou Memento, daí que seja um jogo que sobretudo vale pela história, pelo nonsense, pelo humor noir, por toda a envolvência política e social, e não é por ser um jogo integralmente num motor cel-shaded que se torna mais agradável para crianças ou adolescentes; o estilo cel-shaded foi utilizado em grande parte para que o jogo tivesse uma aparência de banda desenhada adulta, com estilo e classe e alguma suavidade, e apenas por isso é em gráficos desse género.

## Jogabilidade
A jogabilidade em Killer7 é fora do padrão. O jogo é quase um "atirador sobre carris ou trilhos", em que o jogador, usando os botões A e B (ou, para PlayStation 2, os botões Triângulo e "X"), faz a "personagem" no ecrã/tela avançar ao longo de um caminho predefinido, ou dar uma volta de 180º, respectivamente. A maior liberdade que o jogador tem dá-se quando chega a intersecções, ou cruzamentos, ponto em que deve escolher por que caminho pretende continuar, movendo o stick analógico na direcção do caminho, apontada no televisor, e seleccionando com o botão.
O grande destaque do jogo são os seus puzzles fora do normal, utilizando, geralmente, para os ultrapassar, as habilidades/características próprias de cada elemento dos Killer7 (como usar balas especiais que apenas um membro consegue disparar, destruir barreiras de sangue, habilidade que apenas outro elemento consegue efectuar, etc.), ou, então, são resolvidos através da utilização de anéis (anéis de fogo, água, vento, tempo, etc., cada um com uma função distinta e óbvia, na solução de puzzles), geralmente recolhidos no início ou no meio de um nível. Alguns dos puzzles incluem memorizar quadros ao longo dos níveis, para responder a perguntas que abrirão uma fechadura, coleccionar figuras, realizar uma determinada tarefa numa ordem específica, etc. Uns são, obviamente, mais fáceis que outros, mas poder-se-ia dizer que, de um modo geral, têm dificuldade moderada, conferindo uma sensação de realização ao jogador, assim que os complete. Muitos destes puzzles, ao estilo dos puzzles típicos dos jogos Resident Evil, são surreais e não fazem qualquer sentido na história do jogo, tornando a aventura muito mais psicótica e neurótica.
Para além dos puzzles, o jogo desenrola-se, no que diz respeito à acção, em momentos diversos ao longo da história, quando, ao ouvir uma gargalhada/risada por parte dos inimigos invisíveis (Heaven Smiles), o jogador carrega no botão de ombro R (tudo isto na versão GameCube), para assumir uma posição de ataque, na qual verá a partir dos olhos da personagem, ao estilo de um atirador na primeira pessoa (ou First Person Shooter - FPS). Em seguida, deve-se pressionar o botão de ombro L, em ordem a efectuar um scan, utilizando o poder de "psignose" de Garcian Smith, comum a todos os Killer7, para que os inimigos se tornem visíveis. A partir daqui, a batalha pode desenrolar-se, disparando a arma, no botão A, fixando num inimigo, usando o botão B, recarregando a arma (Nota: se necessário, pois há uma arma que nunca precisa de ser recarregada) no C-Stick, usando um contra-ataque (desbloqueável, através da evolução das personagens), no X, ou carregando sangue numa bala ou numa lâmina, com o Y.
O objectivo destas batalhas é o de, obviamente, sobreviver e aniquilar os adversários, mas não se fica por aqui. Para além de meramente sobreviver, o jogador deve coleccionar sangue, para depois poder evoluir as personagens, na Harman's Room. Ora, o sangue pode ser adquirido de duas formas: matar um inimigo através de um ataque no seu ponto fraco, uma parte do seu corpo que tem um brilho específico, e que nem sempre é visível - pelo menos nalguns modos de dificuldade, e se não se passar a mira da arma directamente sobre o local - ou através de destruir membros (cabeça, braços, pernas), antes de matar o adversário. A melhor maneira de coleccionar mais sangue consiste em destruir o máximo de membros possível e, no fim, atingir o ponto fraco do oponente. Sempre que o oponente derrama sangue de cor branca, não se colecciona sangue, só o sangue vermelho dá para ganhar, quer sangue fino, usado para carregar armas ou recuperar vida, quando a personagem sofre dano, quer sangue espesso, cuja finalidade é, sobretudo, a de evoluir as personagens.